# 아니솔
아니솔(Anisole) 또는 메톡시벤젠(methoxybenzene)은 화학식 CH
3OC
6H
5를 갖는 유기 화합물이다. 아니스 씨앗을 연상시키는 냄새가 나는 무색 액체이며 실제로 그 파생물 중 상당수가 천연 및 인공 향료에서 발견된다. 이 화합물은 주로 합성으로 만들어지며 다른 합성 화합물의 전구체이다. 구조적으로는 메틸기(-CH3)과 페닐기(-C6H5)가 결합된 에터(-O-)이다. 아니솔은 실용적이고 교육학적 가치를 지닌 표준 시약이다.
이 물질은 윌리엄슨 에터 합성을 통해 제조가 가능하며 나트륨페녹시드를 메틸할라이드와 반응시켜 아니솔을 생성한다.

## 같이 보기
- 아네톨
- 에터
- 페놀